# Římskokatolická farnost Soběsuky
Římskokatolická farnost Soběsuky (lat. Sobiesacium) je církevní správní jednotka sdružující římské katolíky na území vesnice Soběsuky a v jejím okolí. Organizačně spadá do lounského vikariátu, který je jedním z 10 vikariátů litoměřické diecéze. Centrem farnosti je kostel svatého Martina v Soběsukách.

## Historie farnosti
Farnost byla zřízena kolem roku 1180 z kláštera Waldsassen. Matriky jsou vedeny od roku 1591. V průběhu třicetileté války začal působit ve farnosti opět katolický farář asi od roku 1638.

### Duchovní správcové vedoucí farnost
Začátek působnosti jmenovaného v duchovní správě farnosti od:
- 1356   Henricus
- Wolfard von Petrowitz
- 1363   Bussco de Luk
- 1368   Joannes z Nechanic
- 1372   Gallus ze Slatinic
- 1391   Conradus
- 1414   Petrus z Holedečka
- 1680   Augustinus Voigt
- Werner
- 1742   Fabianus Sebast. Stuppel
- 1775   Franc. Prager, † 10. 2. 1813
- 1814   Jos. Kirsch, n. 15. 3. 1782 Kaaden, o. 30. 8. 1806, † 18. 11. 1862
- 1850   Franc. Wagner, n. 6. 6. 1820 Kriegern, o. 25. 7. 1844
- 1854   Car. Krehan, n. 9. 10. 1822 Winteric., o. 25. 7. 1846, † 7. 6. 1863
- 1863   par. vacat, admin. Adalb. Wagner
- 1863   Barth. Hammerschmied, n. 22. 12. 1826 Maria Kulm, o. 29. 7. 1852, † 26. 10. 1882
- 1883   Franc. Kromer, n. 12. 6. 1841 Güntersdorf, o. 29. 6. 1866, †  20. 1. 1911
- 1905   Anton. Jos. Liebisch, n. 8. 11. 1871 Warnsdorf, o. 7. 7. 1895
- 1915   Guil. Pfohl, n. 11. 7. 1883 Bullendorf, o. 11. 7. 1909, †  10. 11. 1931
- 1931   par. vacat, admin. excurr. Anton. Schindler
- 1. 7. 1937 Franc. Zettl, n. 19. 5. 1904 Graslitz, o. 24. 10. 1926
- 16. 5. 1944    admin. Anton. Schindler
- 30. 6. 1946   Gerlak Josef Mazal, O.Praem.
- 20. 1. 1954   Karel Qualizza
- 1. 6.  1954    Josef Honzík
- 17. 9. 1963   Ignác Stodůlka
- 26. 2. 1964   Antonín Pospíšil
- 1. 4.  1968    Jaroslav Saller, CSsR, admin. exc. z Nového Sedla u Žatce (do té doby byl mimo duch. správu)[4]
- 1. 4.  1972    Václav Vávra CSsR
- 1. 7.  1993    Aleksander Siudzik, CSsR, administrátor excurrendo z Podbořan[5]

Kromě kněží stojících v čele farnosti, působili ve farnosti v průběhu její historie i jiní kněží. Většinou pracovali jako farní vikáři, kaplani, katecheté, výpomocní duchovní aj.

## Území farnosti
Do farnosti náleží území obce:
- Drahonice[1] (Drohnitz)[p 2]
- Chbany (Kwon)[p 2]
- Nechranice (Negranitz)[p 2]
- Přeskaky (Przesau)[p 2]
- Roztyly (Rostial)[p 2]
- Soběsuky (Sobiesak)[p 2]
- Vikletice (Wikletitz)[p 2]

## Římskokatolické sakrální stavby na území farnosti
| | Fotografie | Stavba                                    | Místo      | Bohoslužby                      | Zeměpisné souřadnice             | Status          | Číslo kulturní památky          |
| Kostel | Kostel     | Kostel                                    | Kostel     | Kostel                          | Kostel                           | Kostel          | Kostel                          |
| --- | ---------- | ----------------------------------------- | ---------- | ------------------------------- | -------------------------------- | --------------- | ------------------------------- |
| 1. |            | Kostel sv. Martina                        | Soběsuky   | bližší informace o bohoslužbách | 50°21′5″ s. š., 13°25′39″ v. d.  | farní kostel    | 28879/5-837 (Pk•MIS•Sez•Obr•WD) |
| Kaple |            |                                           |            |                                 |                                  |                 |                                 |
| 2. |            | Kaple sv. Anny                            | Vikletice  | bližší informace o bohoslužbách | 50°21′1″ s. š., 13°24′8″ v. d.   | kaple           | 19443/5-834 (Pk•MIS•Sez•Obr•WD) |
| 3. |            | Kaple Panny Marie                         | Roztyly    | bližší informace o bohoslužbách | 50°20′36″ s. š., 13°26′17″ v. d. | kaple           | —                               |
| 4. |            | Kaple                                     | Nechranice | bohoslužby příležitostně        | 50°21′40″ s. š., 13°25′17″ v. d. | kaple           | —                               |
| 5. |            | Kaple                                     | Chbany     | bohoslužby příležitostně        | 50°20′0″ s. š., 13°25′47″ v. d.  | kaple           | —                               |
| Mariánské sloupy |            |                                           |            |                                 |                                  |                 |                                 |
| 6. |            | Mariánský sloup u kaple sv. Anny          | Vikletice  | bohoslužby příležitostně        | 50°21′1″ s. š., 13°24′8″ v. d.   | Mariánský sloup | 36305/5-835 (Pk•MIS•Sez•Obr•WD) |
| 7. |            | Sloup Panny Marie Královny ve Vikleticích | Vikletice  | bohoslužby příležitostně        | 50°21′1″ s. š., 13°24′8″ v. d.   | Mariánský sloup | 47649/5-615 (Pk•MIS•Sez•Obr•WD) |
| 8. |            | Mariánský sloup v Soběsukách              | Soběsuky   | bohoslužby příležitostně        |                                  | Mariánský sloup | 31319/5-840 (Pk•MIS•Sez•Obr•WD) |
| Sochy |            |                                           |            |                                 |                                  |                 |                                 |
| 9. |            | Socha sv. Jana Nepomuckého v Soběsukách   | Soběsuky   | bohoslužby příležitostně        |                                  | Venkovní socha  | 45281/5-841 (Pk•MIS•Sez•Obr•WD) |
| Některé drobné sakrální stavby a pamětihodnosti lze dohledat zde v databázi Drobné sakrální památky Zaniklé sakrální stavby lze dohledat zde v databázi Poškozené a zničené kostely, kaple a synagogy v České republice |            |                                           |            |                                 |                                  |                 |                                 |

Ve farnosti se mohou nacházet i další drobné sakrální stavby, místa římskokatolického kultu a pamětihodnosti, které neobsahuje tato tabulka.

## Příslušnost k farnímu obvodu
Z důvodu efektivity duchovní správy byl vytvořen farní obvod (kolatura) farnosti – děkanství Podbořany, jehož součástí je i farnost Soběsuky, která je tak spravována excurrendo.